# Volutina
 (octobre 2023).
Si vous disposez d'ouvrages ou d'articles de référence ou si vous connaissez des sites web de qualité traitant du thème abordé ici, merci de compléter l'article en donnant les références utiles à sa vérifiabilité et en les liant à la section « Notes et références ».
Dans la mythologie romaine, Volutina (du latin volutare, « s'enrouler ») était une déesse agraire attachée à Cérès, responsable des enveloppes qui protègent les épis des céréales.
On connaît cette déesse par les écrits de saint Augustin, lorsqu'il énumère les divinités agricoles qu'il trouve futiles (La Cité de Dieu, L.IV). Elle est à rapprocher des divinités consacrées à la formation de l'épi de blé : Patélana, Nodutus, Hostilina, Flore, Lacturnus et Mater Matuta.